# باگا (بهولا)
باگا (به لاتین: Baga) یک منطقهٔ مسکونی در بنگلادش است که در ناحیه بهولا واقع شده‌است.